# Targa Florio 1957

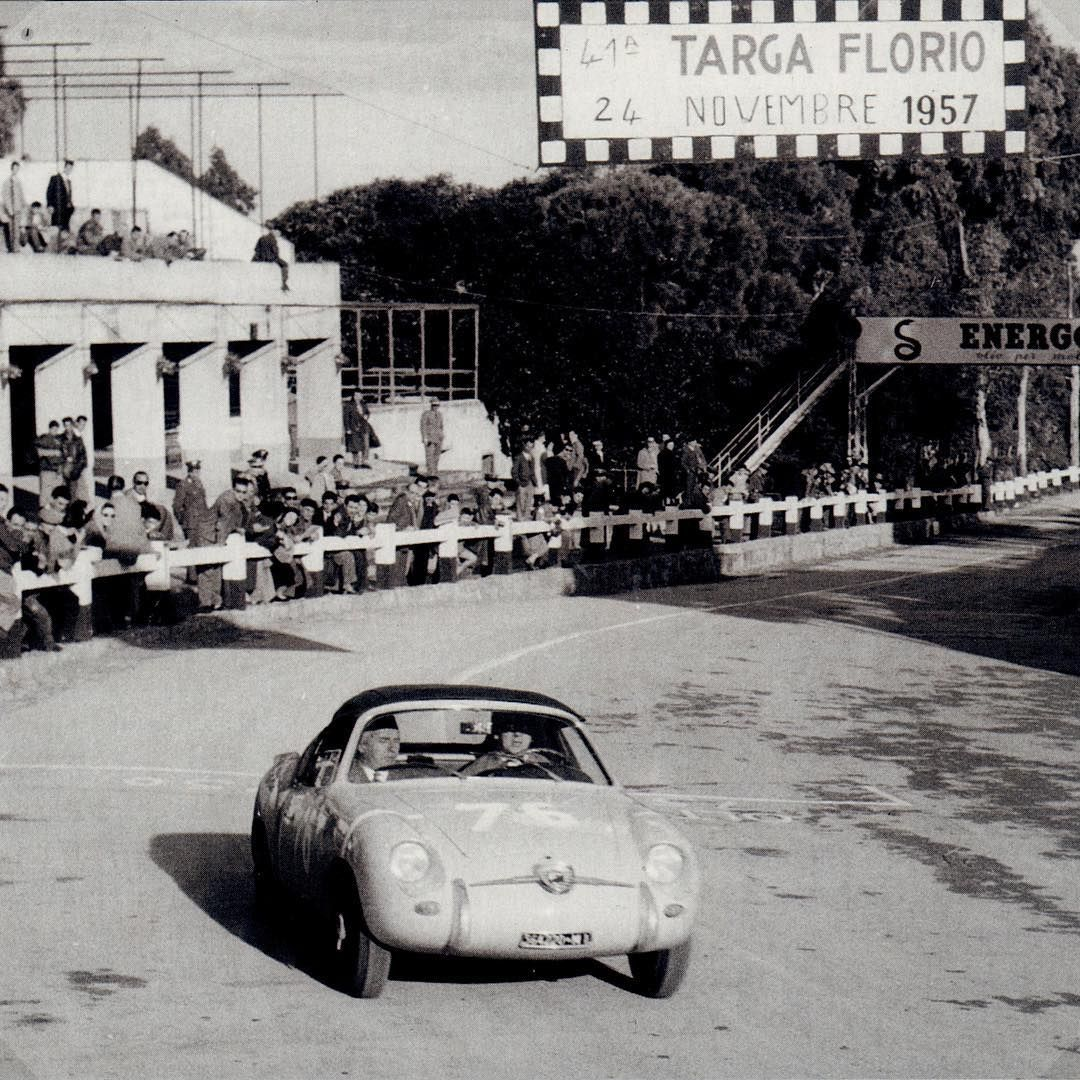
Elio Zagato im Fiat-Abarth 750 Abarth

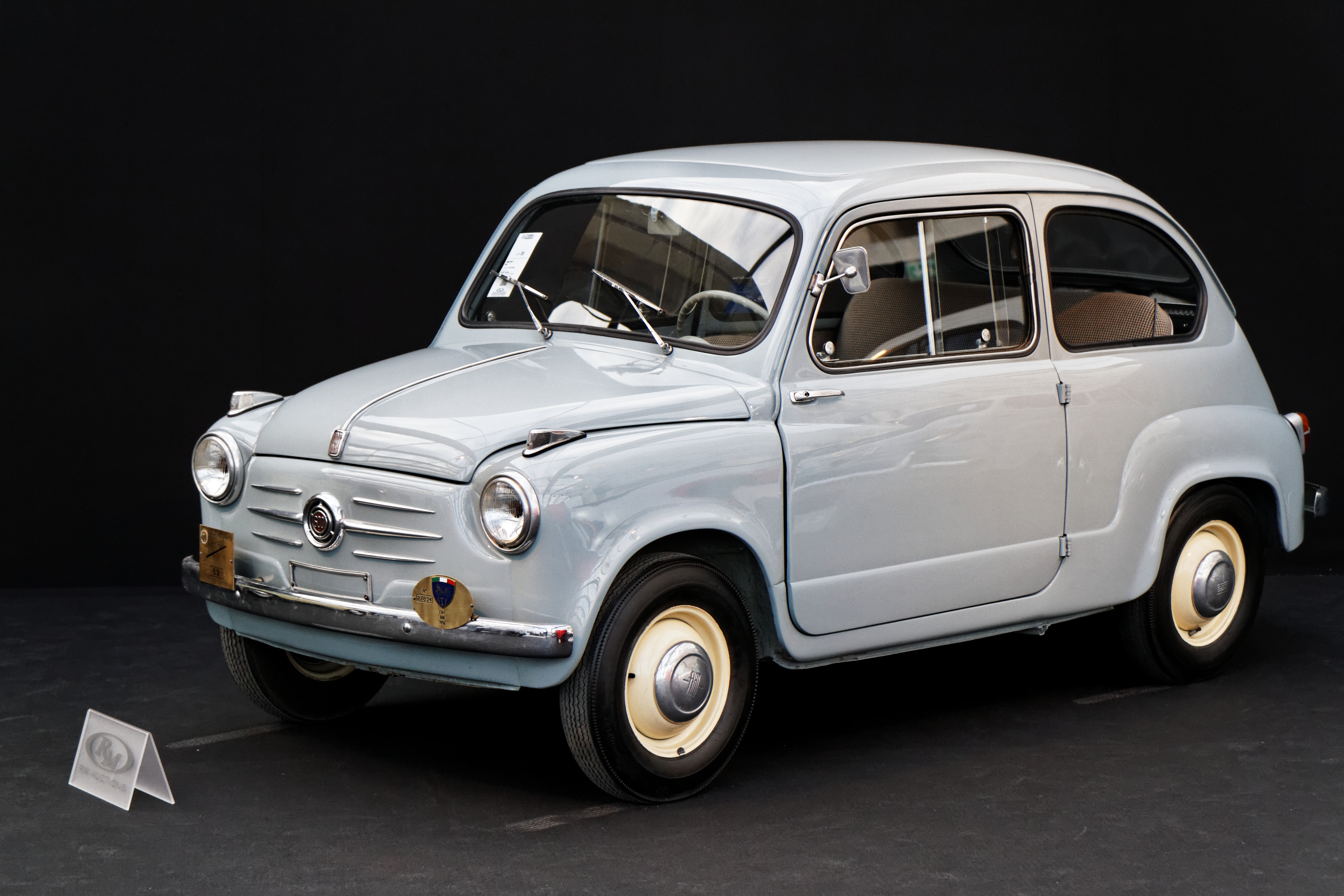
Siegerwagenmodell Fiat 600

Die 41. Targa Florio, auch Targa Florio, Rallye, Piccolo Circuito delle Madonie, Sicilia, war ein Rundstreckenrennen auf Sizilien; es fand am 24. November 1957 statt.

## Die Vorgeschichte
Die Mille Miglia im Mai 1957 war die letzte ihrer Art. Der Unfall von Alfonso de Portago im Ferrari 335 Sport in der Nähe der Ortschaft Guidizzolo, bei dem neben de Portago und dessen Beifahrer Edmond Nelson neun Personen den Tod fanden, beendete die 1927 begonnene Renngeschichte des 1000-Meilen-Rennens. Nach dem Rennen nahm die italienische Justiz Ermittlungen auf und klagte Enzo Ferrari an, der in einem Verfahren von jedweder Schuld freigesprochen wurde. Demgegenüber verbot der Senato della Repubblica schon wenige Tage nach dem Rennen nicht nur die Mille Miglia, sondern alle Straßenrennen in Italien. Betroffen von diesem Verbot war auch die für Juni geplante Targa Florio, die nun nicht mehr durchgeführt werden konnte. Für Vincenzo Florio, der seit 1906 viele Veranstaltungsprobleme zu lösen hatte, kam ein kompletter Ausfall des Rennens nicht in Frage.
Er organisierte eine Wertungsfahrt über fünf Runden auf dem 72 Kilometer langen Piccolo circuito delle Madonie. Um den Eindruck eines Straßenrennens zu vermeiden, fand die Veranstaltung inmitten des öffentlichen Verkehrs statt. Für die Teilnehmer wurde eine maximale Durchschnittsgeschwindigkeit festgelegt, die bei Überschreiten Strafpunkte zur Folge hatte: 45 km/h für die Fahrzeuge bis 0,75-Liter Hubraum und 50 km/h für alle Wagen darüber. Die Zeitnehmung fand an sechs Kontrollpunkten statt. Besonders komplex waren die letzten 100 Meter vom letzten Kontrollpunkt bis ins Ziel, die die Fahrer in exakt acht bzw. neun Sekunden bewältigen mussten.

## Das Rennen
Schnellster Fahrer war der inzwischen 51-jährige Piero Taruffi, der gemeinsam mit seiner Frau Isabella mit einem Lancia Appia am Rennen teilnahm. Im Ziel als Sieger gefeiert, verlor er den Erfolg am Grünen Tisch an den Rallyefahrer Fabio Colonna im Fiat 600. Beide hatten im Ziel identische Strafpunkte, da Colonna jedoch das hubraumschwächere Fahrzeug steuerte, wurde er zum Sieger erklärt.

## Ergebnisse

### Schlussklassement
| 1           | Classe Unica | 74  | Fabio Colonna         | Fabio Colonna Giulia Thellung  | Fiat 600                           | 0,8/0,6      |
| 2           | Classe Unica | 194 | Piero Taruffi         | Piero Taruffi Isabella Taruffi | Lancia Appia                       | 0,8/1,4      |
| 3           | Classe Unica | 224 | Mario Costantini      | Mario Costantini               | Lancia Appia Zagato                | 1,4/1,0      |
| 4           | Classe Unica | 58  | Piercarlo Borghesio   | Piercarlo Borghesio            | Fiat 600                           | 1,4/1,2/25   |
| 5           | Classe Unica | 222 | Giorgio Ciuffini      | Giorgio Ciuffini               | Fiat 1100/103 Zagato               | 1,4/1,2/29   |
| 6           | Classe Unica | 48  | Giovanni Caproni      | Giovanni Caproni               | Fiat 600                           | 1,4/1,8      |
| 7           | Classe Unica | 296 | Renato Giusti         | Renato Giusti                  | Alfa Romeo Giulietta Berlina       | 1,6/0,2      |
| 8           | Classe Unica | 6   | Vincenzo D'Amico      | Vincenzo D'Amico               | Fiat 600                           | 1,6/0,4/31/5 |
| 9           | Classe Unica | 164 | Nino Magistri         | Nino Magistri                  | Alfa Romeo Giulietta               | 1,6/0,4/31/6 |
| 10          | Classe Unica | 98  | Antonio Cassina       | Antonio Cassina                | Fiat 600                           | 1,8/0,0      |
| 11          | Classe Unica | 10  | Francesco Reginella   | Francesco Reginella            | Fiat 600                           | 1,8/2,4      |
| 12          | Classe Unica | 240 | Luigi Baldini         | Luigi Baldini                  | Alfa Romeo Giulietta Sprint        | 2,0/0,2      |
| 13          | Classe Unica | 76  | Elio Zagato           | Elio Zagato                    | Fiat-Abarth 750 Zagato             | 2,0/1,0      |
| 14          | Classe Unica | 8   | Ercole Puglisi        | Ercole Puglisi                 | Fiat 600                           | 2,0/2,4      |
| 15          | Classe Unica | 214 | Luigi Navarra         | Luigi Navarra                  | Alfa Romeo Giulietta               | 2,2/0,4      |
| 16          | Classe Unica | 94  | Renato Silvestro      | Renato Silvestro               | Fiat 600                           | 2,2/1,2/37   |
| 17          | Classe Unica | 152 | Giacomo Crescente     | Giacomo Crescente              | Alfa Romeo Giulietta               | 2,2/1,2/48   |
| 18          | Classe Unica | 170 | Lino Ibertis          | Lino Ibertis                   | Fiat 1100/103                      | 2,2/2,0      |
| 19          | Classe Unica | 30  | Elisa Angelini Rota   | Elisa Angelini Rota            | Fiat 600                           | 2,4/0,4      |
| 20          | Classe Unica | 210 | Bruno Zavagli         | Bruno Zavagli                  | Alfa Romeo Giulietta Sprint        | 2,4/1,0      |
| 21          | Classe Unica | 208 | Cesare Largaiolli     | Cesare Largaiolli              | Alfa Romeo 1900 TI                 | 2,4/1,8      |
| 22          | Classe Unica | 56  | Salvatore Molinari    | Salvatore Molinari             | Fiat 600                           | 2,4/4,2      |
| 23          | Classe Unica | 32  | Gatto                 | Gatto                          | Fiat 600                           | 2,4/237,0    |
| 24          | Classe Unica | 32  | Renzo Lumetta         | Renzo Lumetta Siagura          | Renault 4CV                        | 2,6/0,8      |
| 25          | Classe Unica | 180 | Corrado Masetti       | Corrado Masetti                | Lancia Appia                       | 2,6/1,2      |
| 26          | Classe Unica | 54  | Giuliano Agostini     | Giuliano Agostini              | Fiat 600                           | 2,6/2,6      |
| 27          | Classe Unica | 272 | Aldo Morgantini       | Aldo Morgantini                | Fiat 1100/103 TV                   | 2,8/1,0      |
| 28          | Classe Unica | 18  | Bruno Gasparetto      | Bruno Gasparetto               | Fiat-Abarth 750                    | 2,8/1,2      |
| 29          | Classe Unica | 2   | Anselmo Capra         | Anselmo Capra                  | Fiat 600                           | 3,0/0,8/28   |
| 30          | Classe Unica | 212 | Guido Cestelli-Guidi  | Guido Cestelli-Guidi           | Alfa Romeo 1900 TI                 | 3,0/0,8/45   |
| 31          | Classe Unica | 198 | Ernesto Dagnino       | Ernesto Dagnino                | Alfa Romeo Giulietta Sprint Veloce | 3,0/0,8/54   |
| 32          | Classe Unica | 208 | Alessandro Milesi     | Alessandro Milesi              | Alfa Romeo Giulietta TI            | 3,0/6,0      |
| 33          | Classe Unica | 96  | Ladislao Massari      | Ladislao Massari               | Fiat 1100/103 TV                   | 3,2/0,6      |
| 34          | Classe Unica | 310 | Angelo Rollino        | Angelo Rollino                 | Alfa Romeo Giulietta Sprint        | 3,2/2,0      |
| 35          | Classe Unica | 270 | Carlo Magoni          | Carlo Magoni                   | Alfa Romeo 1900 TI                 | 3,2/3,8      |
| 36          | Classe Unica | 228 | Giovanni Federico     | Giovanni Federico              | Lancia Aurelia B20 2.0             | 3,4          |
| 37          | Classe Unica | 264 | Monica Manlio         | Monica Manlio                  | Fiat 1100/103 E                    | 3,6/8,0      |
| 38          | Classe Unica | 182 | Armando Colantonio    | Armando Colantonio             | Fiat 1100/103 TV                   | 3,6/19,2     |
| 39          | Classe Unica | 86  | Domenico Caporilli    | Domenico Caporilli             | Fiat 600                           | 3,8/0,6      |
| 40          | Classe Unica | 230 | Edoardo di Salvo      | Edoardo di Salvo               | Lancia Aurelia B20 2.0             | 3,8/1,0      |
| 41          | Classe Unica | 20  | Carlo Vicario         | Carlo Vicario                  | Fiat 600                           | 3,8/1,4/36   |
| 42          | Classe Unica | 174 | Attilio de Anna       | Attilio de Anna                | Alfa Romeo Giulietta Spider        | 3,8/1,4/42   |
| 43          | Classe Unica | 112 | Paolo Cupane          | Paolo Cupane                   | Fiat 600                           | 3,8/2,0      |
| 44          | Classe Unica | 292 | Antonio Begozzi       | Antonio Begozzi                | Alfa Romeo Giulietta Sprint Veloce | 3,8/2,4      |
| 45          | Classe Unica | 244 | Renato Romani         | Renato Romani                  | Alfa Romeo Giulietta Sprint Veloce | 4,0/1,8      |
| 46          | Classe Unica | 268 | Walter Cordaro        | Walter Cordaro                 | Fiat 1400                          | 4,2/1,6      |
| 47          | Classe Unica | 294 | Hanus                 | Hanus                          | Fiat 1100/103 TV                   | 4,6          |
| 48          | Classe Unica | 274 | Ada Pace              | Ada Pace                       | Alfa Romeo Giulietta Sprint Veloce | 4,8          |
| 49          | Classe Unica | 80  | Mario di Simone       | Mario di Simone                | Fiat 1100/103                      | 5,2/2,2      |
| 50          | Classe Unica | 16  | Ferrer Riatti         | Ferrer Riatti                  | Fiat-Abarth 750                    | 5,2/5,6      |
| 51          | Classe Unica | 82  | Franco Consiglio      | Franco Consiglio               | Fiat 600                           | 5,2/9,2      |
| 52          | Classe Unica | 44  | Giuseppe Bologna      | Giuseppe Bologna               | Fiat-Abarth 750                    | 5,4          |
| 53          | Classe Unica | 52  | Rosario di Lorenzo    | Rosario di Lorenzo             | Fiat 600                           | 5,8/3,0      |
| 54          | Classe Unica | 238 | Athos Costa           | Athos Costa                    | Fiat 1100/103                      | 5,8/7,0      |
| 55          | Classe Unica | 190 | Antonio Catalano      | Antonio Catalano               | Alfa Romeo Giulietta Sprint        | 6,0/1,4      |
| 56          | Classe Unica | 102 | Renato Guercio        | Renato Guercio                 | Fiat 600                           | 6,0/1,6      |
| 57          | Classe Unica | 120 | Matteo Guccione       | Matteo Guccione                | Fiat 600                           | 6,0/2,6      |
| 58          | Classe Unica | 200 | Francesco Crescimanno | Francesco Crescimanno          | Fiat 1100/103                      | 6,2          |
| 59          | Classe Unica | 242 | Giuseppe Colossi      | Giuseppe Colossi               | Fiat 1100/103 TV                   | 6,4/2,4      |
| 60          | Classe Unica | 248 | Rinaldo Repetto       | Rinaldo Repetto                | Alfa Romeo Giulietta Sprint        | 6,4/6,6      |
| 61          | Classe Unica | 116 | Luciano Fontana       | Luciano Fontana                | Fiat 600                           | 6,6/0,8      |
| 62          | Classe Unica | 288 | Federico Zanotti      | Federico Zanotti               | Fiat 1100/103 TV                   | 6,6/4,2      |
| 63          | Classe Unica | 90  | Vincenzo de Milano    | Vincenzo de Milano             | Fiat 1100/103 TV                   | 6,8/2,6      |
| 64          | Classe Unica | 298 | Alberto Orsolini      | Alberto Orsolini               | Lancia Aurelia B20 2.5             | 6,8/4,4      |
| 65          | Classe Unica | 12  | Mario Raimondi        | Mario Raimondi                 | Fiat 500 C Belvedere               | 7,4/1,8      |
| 66          | Classe Unica | 118 | Luan                  | Luan                           | Fiat 500 C                         | 7,4/7,6      |
| 67          | Classe Unica | 250 | Sergio Bettoja        | Sergio Bettoja                 | Alfa Romeo Giulietta Sprint Veloce | 7,6          |
| 68          | Classe Unica | 302 | Sergio Orefice        | Sergio Orefice                 | Fiat 1100/103 TV Transformabile    | 7,8/2,2      |
| 69          | Classe Unica | 78  | Matteo Stancampiano   | Matteo Stancampiano            | Fiat 600                           | 7,8/7,4      |
| 70          | Classe Unica | 176 | Cesare Pilone         | Cesare Pilone                  | Fiat 1100/103 TV                   | 8,0          |
| 71          | Classe Unica | 28  | Velio Bartolini       | Velio Bartolini                | Fiat 600                           | 8,2          |
| 72          | Classe Unica | 234 | Giovanni Barbagallo   | Giovanni Barbagallo            | Fiat 1100/103                      | 8,6          |
| 73          | Classe Unica | 232 | Anton Fabbris         | Anton Fabbris                  | Lancia Appia                       | 8,8/4,0      |
| 74          | Classe Unica | 312 | Emanuele Priulla      | Emanuele Priulla               | Fiat 1100/103                      | 8,8/84,0     |
| 75          | Classe Unica | 100 | Giuseppe Caraffa      | Giuseppe Caraffa               | Fiat 600 Multipla                  | 9,2          |
| 76          | Classe Unica | 284 | Vincenzo Riolo        | Vincenzo Riolo                 | Alfa Romeo Giulietta Sprint        | 9,4          |
| 77          | Classe Unica | 196 | Domenico di Liberto   | Domenico di Liberto            | Fiat 1100/103 TV                   | 9,6/4,2      |
| 78          | Classe Unica | 72  | Francesco Costantino  | Francesco Costantino           | Fiat 600                           | 9,6/10,2     |
| 79          | Classe Unica | 226 | Francesco Siracusa    | Francesco Siracusa             | Lancia Appia                       | 9,8          |
| 80          | Classe Unica | 22  | Luigi Stassi          | Luigi Stassi                   | Fiat 600                           | 10,6         |
| 81          | Classe Unica | 106 | Aldo Miraglia         | Aldo Miraglia                  | Fiat 600                           | 11,0         |
| 82          | Classe Unica | 148 | Francesco Guadalupi   | Francesco Guadalupi            | Fiat 1100/103                      | 11,2         |
| 83          | Classe Unica | 126 | Giuseppe Ramirez      | Giuseppe Ramirez               | Fiat 600                           | 11,6/0,4     |
| 84          | Classe Unica | 218 | Vincenzo Paladino     | Vincenzo Paladino              | Fiat 1100/103 TV                   | 11,6/11,0    |
| 85          | Classe Unica | 34  | Luciano Scarascia     | Luciano Scarascia              | Fiat 600                           | 11,8/7,6     |
| 86          | Classe Unica | 254 | Rocco Lanzini         | Rocco Lanzini                  | Alfa Romeo Giulietta SV            | 11,8/38,8    |
| 87          | Classe Unica | 84  | Lillino Chiarelli     | Lillino Chiarelli              | Fiat 600                           | 12,0/1,2     |
| 88          | Classe Unica | 108 | Arcangelo Passaglia   | Arcangelo Passaglia            | Fiat 600                           | 12,0/9,2     |
| 89          | Classe Unica | 186 | Rosario Galletti      | Rosario Galletti               | Fiat 1100/103                      | 12,4/6,2     |
| 90          | Classe Unica | 308 | Susanna Baumann       | Susanna Baumann                | Fiat 1100/103                      | 12,4/61,4    |
| 91          | Classe Unica | 92  | Sandro Fraticcioli    | Sandro Fraticcioli             | Fiat 1100/103                      | 13,2         |
| 92          | Classe Unica | 42  | Andrea de Stefani     | Andrea de Stefani              | Fiat 600                           | 13,4         |
| 93          | Classe Unica | 266 | Silvio Arveda         | Silvio Arveda                  | Fiat 1100/103 E                    | 14,6         |
| 94          | Classe Unica | 168 | Salvatore Damiani     | Salvatore Damiani              | Fiat 1100/103 TV                   | 15,6         |
| 95          | Classe Unica | 276 | Salvatore Catalano    | Salvatore Catalano             | Fiat 1100/103 TV                   | 16,8         |
| 96          | Classe Unica | 46  | Antonio Spampinato    | Antonio Spampinato             | Fiat 600                           | 18,0         |
| 97          | Classe Unica |     | Mennato Boffa         | Mennato Boffa                  | Alfa Romeo Giulietta Sprint        | 20,6         |
| 98          | Classe Unica | 52  | Alfonso Rizzo         | Alfonso Rizzo                  | Fiat 600                           | 21,8         |
| 99          | Classe Unica | 40  | Checco D'Angelo       | Checco D'Angelo                | Fiat-Abarth 750 Goccia Vignale     | 23,4         |
| 100         | Classe Unica | 154 | Rosario Asaro         | Rosario Asaro                  | Alfa Romeo Giulietta               | 23,8         |
| 101         | Classe Unica | 150 | Sergio Mantia         | Sergio Mantia                  | Fiat 1100/103 TV                   | 24,0/5,6     |
| 102         | Classe Unica | 318 | Antonio de Simone     | Antonio de Simone              | Alfa Romeo Giulietta Sprint Veloce | 24,0/13,9    |
| 103         | Classe Unica | 178 | Vincenzo Alicò        | Vincenzo Alicò                 | MGA                                | 24,6         |
| 104         | Classe Unica | 122 | Emanuele Bruno        | Emanuele Bruno                 | Fiat 600                           | 28,8         |
| 105         | Classe Unica | 166 | Tommaso Bolignani     | Tommaso Bolignani              | Fiat 1100/103 TV                   | 29,2         |
| 106         | Classe Unica | 124 | Emanuele Bisconti     | Emanuele Bisconti              | Fiat 600                           | 30,4         |
| 107         | Classe Unica | 192 | Antonio Tarantini     | Antonio Tarantini              | Fiat 1100/103                      | 30,8         |
| 108         | Classe Unica | 68  | Aldo Caretti          | Aldo Caretti                   | Fiat 600                           | 32,6         |
| 109         | Classe Unica | 202 | Nino Vaccarella       | Nino Vaccarella                | Lancia Aurelia B20 2.5             | 37,4         |
| 110         | Classe Unica | 184 | Nicolò Marletta       | Nicolò Marletta                | Fiat 1100/103 TV                   | 38,8         |
| 111         | Classe Unica | 160 | Manfredi Piazza       | Manfredi Piazza                | Alfa Romeo Giulietta Sprint        | 42,6         |
| 112         | Classe Unica | 66  | Giulio Montemarani    | Giulio Montemarani             | Fiat 600                           | 44,4         |
| 113         | Classe Unica | 220 | Vito Coco             | Vito Coco                      | Alfa Romeo Giulietta TI            | 54,6         |
| 114         | Classe Unica | 38  | Luigi Sciarrino       | Luigi Sciarrino                | Fiat 600                           | 55,6         |
| 115         | Classe Unica | 314 | Sebastian             | Sebastian                      | Fiat 1100/103                      | 59,6         |
| 116         | Classe Unica | 24  | Antonio Pagoto        | Antonio Pagoto                 | Fiat 600                           | 61,0         |
| 117         | Classe Unica | 204 | Piera Bertoletti      | Piera Bertoletti               | Alfa Romeo Giulietta Sprint        | 67,0         |
| 118         | Classe Unica | 306 | Bernard Cahier        | Bernard Cahier                 | Renault Dauphine                   | 104,4        |
| 119         | Classe Unica | 316 | Umberto La Manna      | Umberto La Manna               | Fiat 1100/103 TV                   | 111,7        |
| 120         | Classe Unica | 258 | Enrico Capra          | Enrico Capra                   | Lancia Appia                       | 133,0        |
| 121         | Classe Unica | 260 | Domenico di Bona      | Domenico di Bona               | Renault Dauphine                   | 145,0        |
| 122         | Classe Unica | 104 | Francesco Sartarelli  | Francesco Sartarelli           | Fiat 600                           | 145,2        |
| 123         | Classe Unica | 4   | Aldo Azzolina         | Aldo Azzolina                  | Fiat 600                           | 167,6        |
| 124         | Classe Unica | 88  | Alessandro Curci      | Alessandro Curci               | Fiat 1100/103                      | 173,2        |
| 125         | Classe Unica | 26  | Armando Soldano       | Armando Soldano                | Fiat 600                           | 181,6        |
| 126         | Classe Unica | 50  | Gianni Pennisi        | Gianni Pennisi                 | Fiat 600                           | 190,0        |
| 127         | Classe Unica | 162 | Mario La Loggia       | Mario La Loggia                | Fiat 1100 TV Transformabile        | 246,6        |
| 128         | Classe Unica | 246 | Domenico Tramontana   | Domenico Tramontana            | MGA                                | 283,8        |
| 129         | Classe Unica | 236 | Gaetano Lanza         | Gaetano Lanza                  | Fiat 1100/103                      | 682,8        |
| Ausgefallen |              |     |                       |                                |                                    |              |
| 130         | Classe Unica |     | Ferraro               | Ferraro                        | Ferrari 250 GT                     |              |

### Nur in der Meldeliste
Hier finden sich Teams, Fahrer und Fahrzeuge, die ursprünglich für das Rennen gemeldet waren, aber aus den unterschiedlichsten Gründen daran nicht teilnahmen.
| Pos. | Klasse       | Nr. | Team                   | Fahrer                 | Chassis                      |
| ---- | ------------ | --- | ---------------------- | ---------------------- | ---------------------------- |
| 131  | Classe Unica | 64  |                        |                        | Fiat Nuova 500               |
| 132  | Classe Unica | 70  | Salvatore Calascibetta | Salvatore Calascibetta | Fiat 600                     |
| 133  | Classe Unica | 110 |                        |                        | Fiat 600                     |
| 134  | Classe Unica | 146 |                        | Bertolini              | Alfa Romeo Giulietta TI      |
| 135  | Classe Unica | 156 |                        |                        | Lancia Appia                 |
| 136  | Classe Unica | 158 |                        |                        | Alfa Romeo Giulietta Berlina |
| 137  | Classe Unica | 216 |                        | Crescimanno            | Alfa Romeo Giulietta TI      |
| 138  | Classe Unica | 290 |                        |                        | Fiat 1100/103                |
| 139  | Classe Unica |     | Alessandro Federico    | Alessandro Federico    |                              |
| 140  | Classe Unica |     | Salvatore Sirchia      | Salvatore Sirchia      |                              |

### Klassensieger
| Klasse       | Fahrer        | Fahrer          | Fahrzeug | Platzierung im Gesamtklassement |
| ------------ | ------------- | --------------- | -------- | ------------------------------- |
| Classe Unica | Fabio Colonna | Giulia Thellung | Fiat 600 | Gesamtsieg                      |

### Renndaten
- Gemeldet: 140
- Gestartet: 130
- Gewertet: 129
- Rennklassen: 1
- Zuschauer: unbekannt
- Wetter am Renntag: warm und trocken
- Streckenlänge: 72,000 km
- Fahrzeit des Siegerteams: unbekannt
- Gesamtrunden des Siegerteams: 5
- Gesamtdistanz des Siegerteams: 360,000 km
- Siegerschnitt: unbekannt
- Schnellste Trainingszeit: keine
- Schnellste Rennrunde: keine
- Rennserie: zählte zu keiner Rennserie